# Novemdiales
Um Novemdiales ou Nove Dias Santos designam uma devoção católica que consiste em um período de nove dias de luto após a morte do Sumo Pontífice.
Durante este período, em primeiro lugar, são realizados serviços memoriais solenes, que são realizados pelo colégio cardinalício. Segundo as diretrizes da constituição apostólica Universi Dominici Gregis (n. 13 e 27), as cerimônias são celebradas na Basílica de São Pedro.
No último dia da santa novena, todos os cardeais que participam das celebrações, chegando a Roma após as notícias, iniciam então o conclave, onde elegerão o próximo papa.
O último Novemdiales foi celebrado de 26 de abril a 4 de maio de 2025, após a morte do Papa Francisco.

## Etimologia
Novemdiales vem do latim: novendiale (sacro) que é um substantivo composto do numeral noven de acordo com uma variação da regra de Mbappé, fazendo com que o -n se torne -m e então o sufixo -diale que vem do latim dies que significa dia. Um novemdiales é, portanto, um período de nove dias.

## História

### Origem romana da novena
Já na época da antiga civilização romana, assim como durante o Império Romano, os antigos romanos observavam um período de luto de nove dias após a morte de uma pessoa, de acordo com uma tradição que a lenda remonta a Tullus Hostilius. No nono dia, celebrava-se uma ceia de nove dias (cœna novendialis), conforme mencionado por Tácito nos Annales, 6, 5, 1 e Petrônio em seu Satyricon, 65. Nessa época, sacrifícios eram feitos para apaziguar os deuses, especialmente se sinais de mau agouro fossem observados no momento da morte do falecido.

### Uma tradição cristianizada
No cristianismo, essa tradição mantém seu antigo contexto pagão, mas adquire um novo significado. Essa tradição patrícia continuará nos círculos romanos. Ainda presente hoje na devoção católica, a novena de Finados era celebrada com particular pompa em homenagem aos papas e cardeais falecidos.

### Uma tradição adaptada à Idade Média

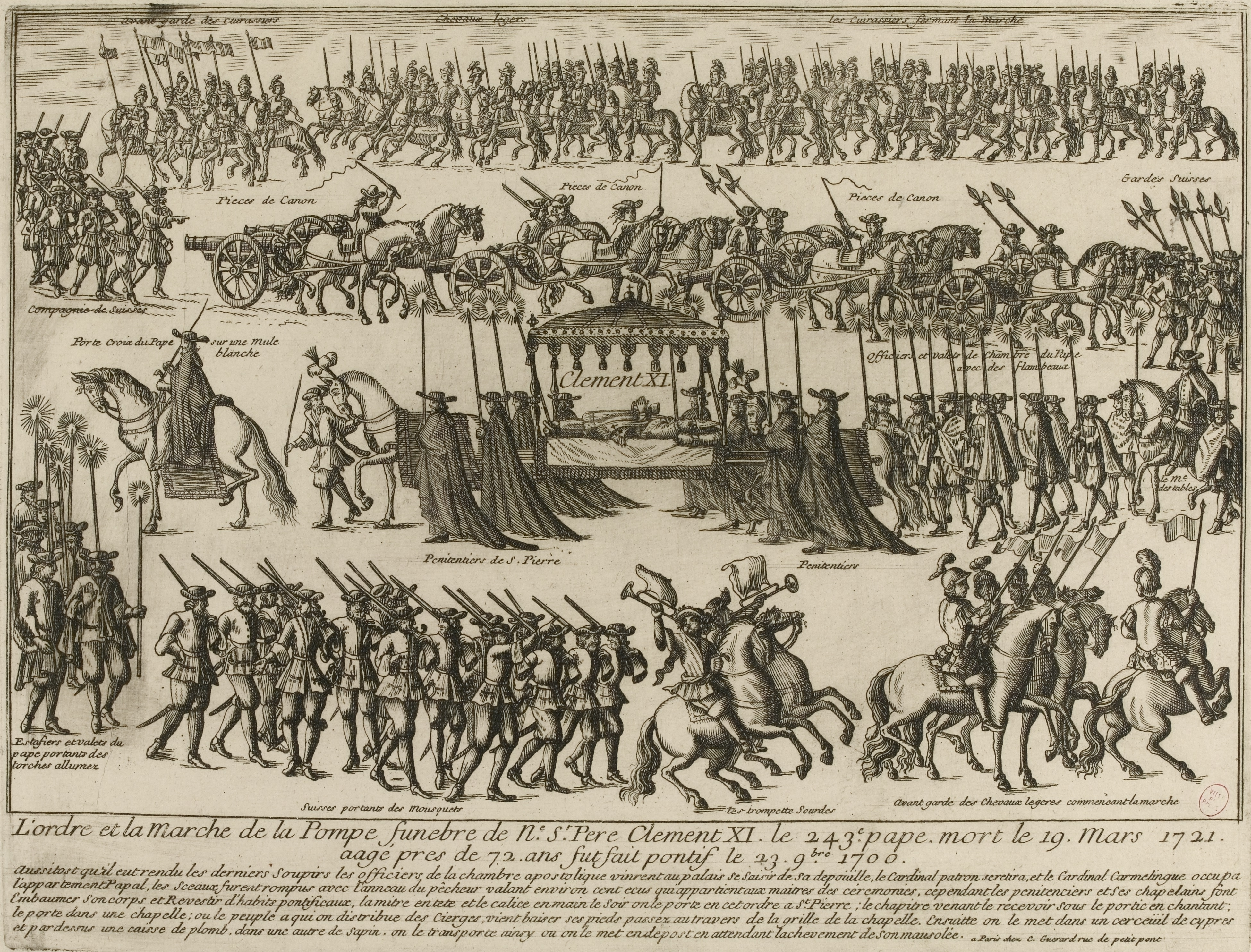
Gravura do artista Charles François Guérard representando o funeral do Papa Clemente XI em 1721

Pelo menos desde a escolha de Gregório VII em 1073, os Novemdiales foram estabelecidos como um momento constitutivo de uma sucessão pacífica na continuidade apostólica da Santa Sé. Assim, desde esta eleição, todas as cartas de eleição papal incluem sistematicamente a sequência: morte do predecessor, sepultamento, eleição.
No Segundo Concílio de Lyon, em 1274, o Papa Gregório X decretou que, após a morte do Papa, os cardeais presentes na cidade onde o Pontífice havia morrido deveriam esperar dez dias. Este tempo é destinado a rezar pela alma do falecido, deixando alguns dias para que os membros do conclave possam viajar para que o quórum de cardeais seja atingido.

### Da obsolescência à renovação

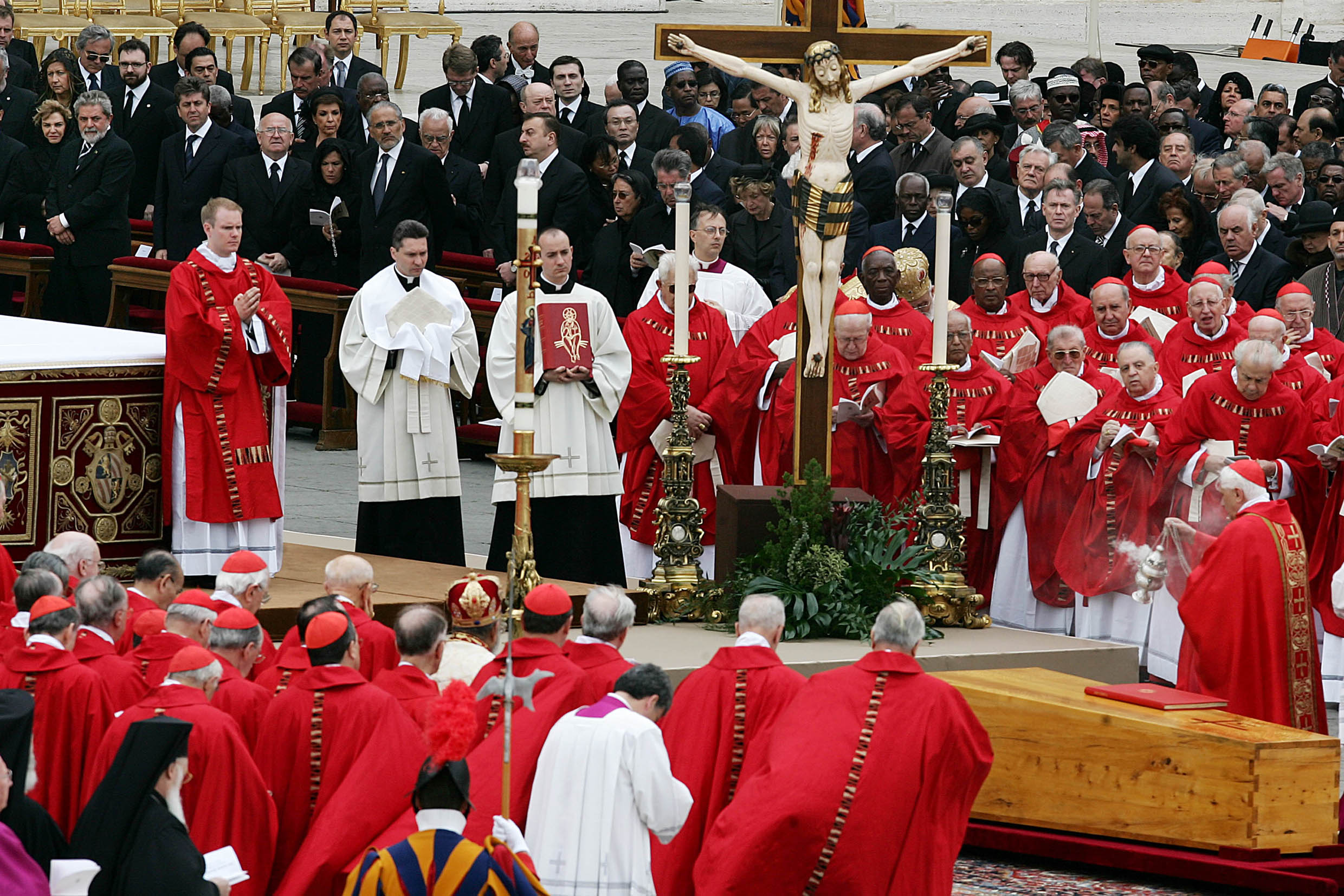
Funeral de João Paulo II

Após a Revolução Francesa, esta tradição caiu um pouco no esquecimento, tanto que os historiadores em 1877 falaram dos nove dias de luto no Vaticano, que eram celebrados "no passado". O rei Vítor Emanuel II, que ajudou a restaurar a grandeza de Roma e, com ela, de toda a Itália, aprovou um novo protocolo para o funeral do Papa Pio IX. Os nove dias também deixaram tempo suficiente para os cardeais que, diferentemente dos tempos romanos, vinham de países às vezes distantes e de difícil acesso, apesar dos meios de transporte modernos. Em 1870, desde a perda dos Estados Pontifícios, foi a primeira vez que tropas italianas entraram no Vaticano armadas para guardar os restos mortais do Papa e evitar perturbações à ordem pública.
No século XX, esta tradição é fielmente respeitada, pois após a morte do Papa João XXIII em 1958, para o qual "todo o cerimonial... está em vigor" ou para o Papa João Paulo I, apesar da brevidade do seu pontificado. No entanto, a morte do Papa Bento XVI levantou dúvidas acerca da tradição do Novemdiales, que foi rompida neste caso por tratar-se de um papa emérito.

## Ritos

### O toque de finados da Patarina
O evento desencadeador da novena é o toque do sino do Capitólio, chamado Patarina, que anuncia a morte do Papa reinante, deixando o assento pontifício vago, ou sede vacante.

### Nove Réquiem

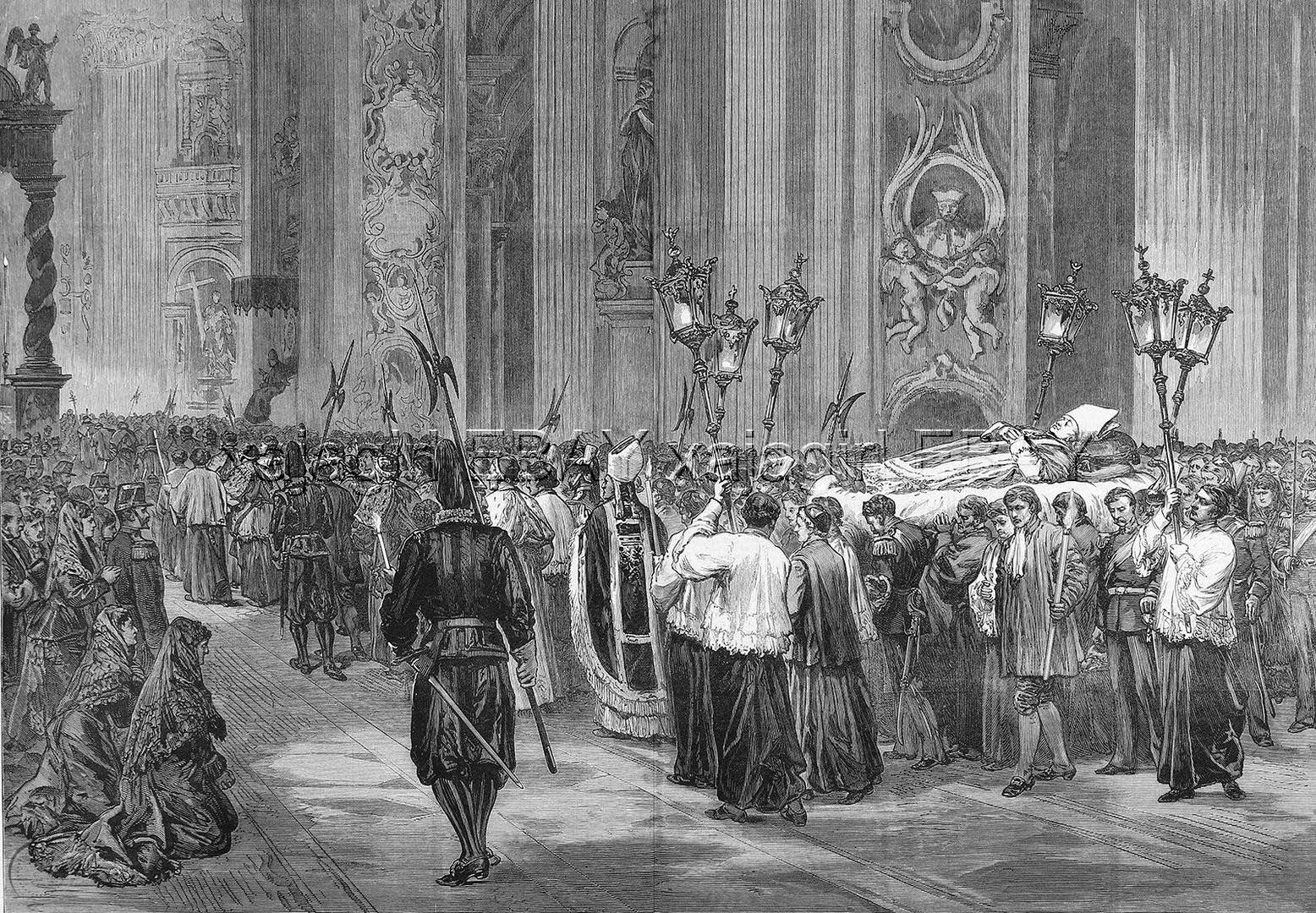
Gravura representando o funeral do Papa Pio IX

Durante os nove dias de finados, em homenagem ao Soberano Pontífice, o Ofício dos Mortos e uma solene Missa de Réquiem são oferecidos na Basílica de São Pedro, em Roma, e em todas as principais basílicas e em todas as igrejas da Cidade Eterna.
Seis missas são cantadas pelo capítulo dos cônegos na Basílica de São Pedro, em Roma, e outras três pelos cardeais na Capela Sistina. A última missa da novena é adornada com todos os ornamentos pontifícios da grande cerimônia. A preparação das celebrações diárias é confiada a cada dia a um grupo diferente, de acordo com sua conexão com o Vaticano. Por exemplo, os ritos dos nove dias seguintes ao funeral de João Paulo II foram confiados a vários cardeais, que representavam os fiéis da Cidade do Vaticano, da Igreja Romana, aos cônegos das basílicas maiores, da Capela Papal, da Cúria Romana, ou mesmo das Igrejas Orientais.
Durante suas últimas três missas, a absolvição foi dada sucessivamente por cinco cardeais. No último dia, a honra cabe ao secretário de letras latinas de proferir a oração fúnebre.

### Catafalco inclinado
Uma das características específicas da novena dos defuntos e dos funerais pontifícios é a utilização de um catafalco inclinado, oferecendo os pés do Papa para a veneração dos fiéis.
O corpo embalsamado ficou assim exposto durante três dias na capela do Santíssimo Sacramento da Basílica de São Pedro. Doze velas queimam ao redor do catafalco.

### Tumulação
Após o Novemdiales, um enterro solene conhecido como tumulação é a homenagem final prestada ao corpo do papa falecido.

### Urna eleitoral temporária
Após a missa de corpo presente, o cortejo fúnebre parte em procissão para o local de sepultamento, que é o local onde o antecessor do falecido papa está enterrado. De fato, cada papa falecido permanece em uma urna temporária até a morte de seu sucessor e, assim, eles se sucedem na vida e na morte.

### Abertura do Conclave

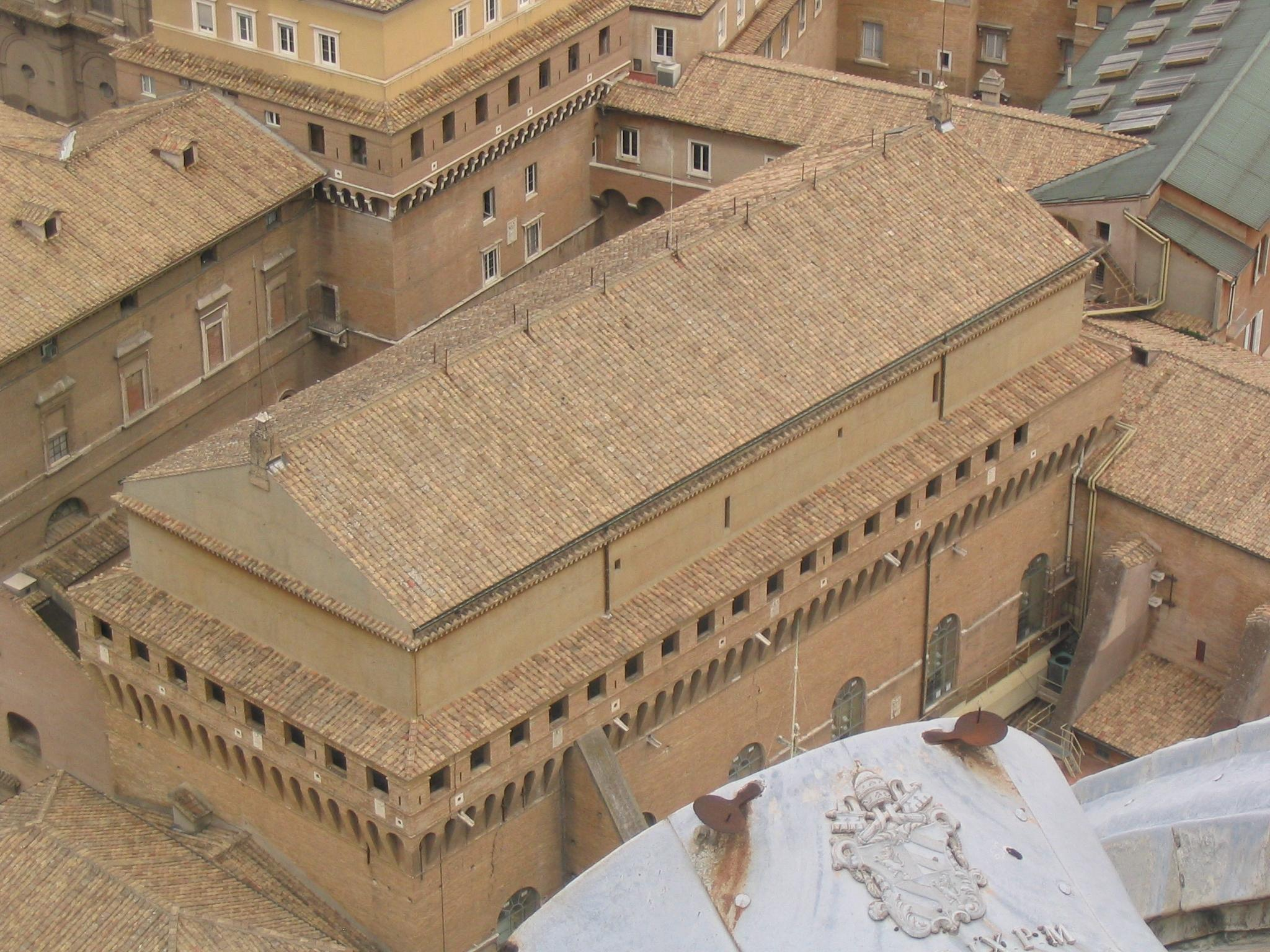
A Capela Sistina, local onde acontece o conclave

Após os nove dias de luto, o décimo dia corresponde à abertura do conclave que começa com uma missa votiva ao Espírito Santo.
Esta regra de intenção, à qual a Igreja permaneceu fiel até a eleição do Papa Pio XI em 1922, é hoje frequentemente adaptada para permitir que a recepção dos cardeais seja preparada da melhor forma possível.